# マイク・マチューガ
マイク・マチューガ（Michael Machuga, 1976年4月22日 - ）は、アメリカ合衆国のプロボウラー。多彩なテクニックとしばしば見せるユーモアが特徴的なトッププロの1人である。

## 略歴
ペンシルベニア州エリー出身。ボウリングと出会ったのは、祖父が経営していたボウリング場である。このボウリング場はマチューガが14歳になるまで祖父が経営していた。進学したネブラスカ大学では、ボウリングの大学全米選抜に2度選ばれた。
大学卒業の後、しばらくボウリング場従業員として働いていたが、2001年からPBA（全米プロボウラーズ協会）ツアーに参加し始めた。デビューした2001-02シーズンに平均209.98、獲得賞金43,400ドルの成績をあげると、翌2002-03シーズンは平均215.36、獲得賞金36,780ドル、2003-04シーズンは平均217.26、獲得賞金48,942ドルと順調に成績を伸ばしていった。2004-05シーズンにも平均219.27、獲得賞金83,352の成績を残したが、まだ優勝歴はなかった。
迎えた2005-06シーズン、出身のネブラスカ大学にほど近いアイオワ州カウンシルブラフスで開催された『グレーター・オマハ・クラシック』で念願の初優勝を遂げた。それまで決勝進出が3度ありながらいずれも機を逃した上での初タイトル獲得であった。同クラシック決勝では第10フレームを残してマチューガの優勝が既に決定していたが、最後の第10フレームに臨んだマチューガは、ボールを投げるふりをしながらそのまま頭からレーンへ飛び込んだ。このパフォーマンスは、プロアマ戦などのエキシビションで時折見せていたものだが、初優勝の場で披露されたことにより一躍有名となり、以降「マチューガ・フロップ」 (Machuga Flop) と呼ばれた。同シーズンは平均220.64、獲得賞金103,980ドルの好成績を挙げ、トッププロの1人に数えられることとなった。